# Bronisław Gimpel

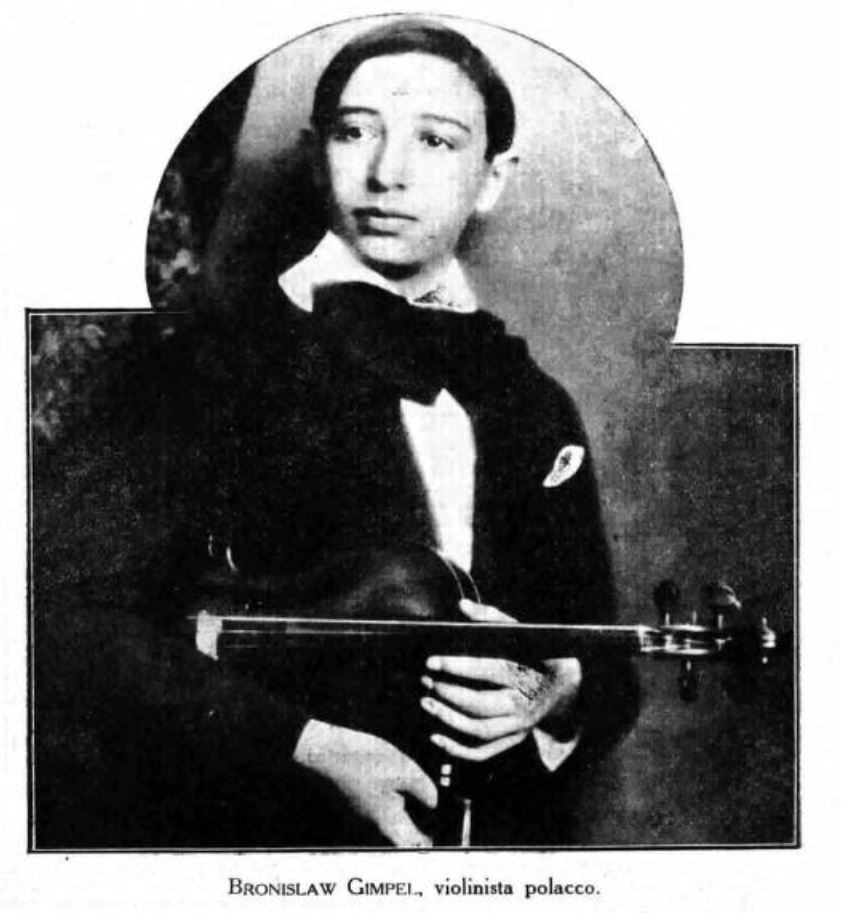
Bronislav Gimpel (1926)

Bronisław Gimpel (Leopoli, 29 gennaio 1911 – Los Angeles, 1º maggio 1979) è stato un violinista e insegnante statunitense di origine polacca.

## Biografia
Bronisław Gimpel nacque a Leopoli da una famiglia polacca. All’età di cinque anni iniziò le lezioni di pianoforte e violino con suo padre. A otto anni ha proseguito gli studi del violino con un cugino del violinista Josef Wolfsthal al Conservatorio di Leopoli. Poi, dal 1922 al 1926 con Robert Pollack al Conservatorio di Vienna. A quattordici anni si esibì in pubblico con i Wiener Philharmoniker.
Nel 1926, intraprese una tournée in Italia che lo portò a suonare davanti al re Vittorio Emanuele III d'Italia, al Papa Pio XI. Nello stesso anno si esibì in un concerto a Genova col violino Giuseppe Guarneri del Gesù di Paganini. Nel 1928 si perfezionò a Berlino sotto la guida di Carl Flesch. In seguito intraprese la carriera da solista, ricoprendo anche incarichi di spalla presso le orchestre di Königsberg e Göteborg. Nel 1935 si classificò al nono posto al Concorso internazionale Henryk Wieniawski di Varsavia.
Gimpel emigrò negli Stati Uniti nel 1937 e divenne la spalla della Los Angeles Philharmonic. Dopo aver prestato servizio nell’esercito americano sino alla fine della guerra, Gimpel riprese la sua carriera da solista nelle Americhe e in Europa, e intraprese anche l’attività di docente. Nel 1962 si recò a Varsavia col pianista Władysław Szpilman. Insieme fondarono il Warsaw Piano Quintet attivo fino al 1967, quando Gimpel accettò l’incarico di professore, prima all'Università del Connecticut e poi a Manchester.  Durante questo periodo riprese le sue apparizioni concertistiche da solista. Gimpel mancò a Los Angeles nel maggio del 1979.